# Apozomus watsoni
Espèce
Apozomus watsoni est une espèce de schizomides de la famille des Hubbardiidae.

## Distribution
Cette espèce est endémique du Territoire du Nord en Australie,. Elle se rencontre vers Darwin.

## Description
Le mâle holotype mesure 3,40 mm et la femelle paratype 3,62 mm.

## Étymologie
Cette espèce est nommée en l'honneur de Tony Watson.

## Publication originale
- Harvey, 1992 : The Schizomida (Chelicerata) of Australia. Invertebrate Taxonomy, vol. 6, no 1, p. 77-129.